# Zsömlye György
Zsömlye György (Celldömölk, 1986. szeptember 17. –) magyar labdarúgó.
Nevelőegyesülete a Haladás volt, ahonnan az akkor másodosztályú Celldömölki VSE-hez került. Itt két évet töltött el, majd leigazolta a ZTE 2007-ben.
A 2007-2008-as szezonban 24 alkalommal lépett pályára az NB III-ban szereplő ZTE II csapatában és egy gólt szerzett. A Ligakupában 4-szer jutott szóhoz.
A 2008–2009-es idénytől kezdve tagja a ZTE felnőtt keretének. Első NB I-es mérkőzését 2008. augusztus 2-án játszotta, a Kecskeméti TE ellen 1-0-ra megnyert mérkőzésen 61 percet töltött a pályán.
A következő szezonban a ZTE-től az NB2-es Szigetszentmiklóshoz került, de 2010 decemberében szerződést bontott a klubbal.